# 谷川俊太郎
谷川俊太郎（1931年12月15日—2024年11月13日），日本當代著名詩人、翻譯家及劇作家，出生於東京都。

## 简介
谷川俊太郎出生於昭和6年(1931年)，畢業於東京都立豐多摩高校，父親乃是日本哲學家兼法政大學校長之谷川徹三。
17岁那年，办杂志的好友劝诱他开始文学创作，当时他正痴迷于组装收音机。高中后他拒绝了上大学。他把当时创作的诗歌给父亲看，父亲又给好友三好达治看，三好达治随即把他的作品推荐给了《文学界》杂志，此举促谷川俊太郎一举成名。 1952年，首部詩集《二十億光年的孤獨》出版之後，於詩的創作之餘，同時進行歌曲作詞、隨筆評論、影劇腳本等工作。當時谷川俊太郎與石原慎太郎、江藤淳、大江健三郎、寺山修司、淺利慶太、永六輔、黛敏郎、福田善之等青年文化人，組成《若い日本の会》(年輕的日本之會)，從事反對安保闘争的運動。
1964年东京奥运会开幕式，谷川俊太郎负责艺术指导，纪录片《东京奥林匹克》剧本是他写的。
1970年大阪世博会，谷川俊太郎是艺术指导，并且参与同名纪录片的剧本写作。
2010年，香港中文大学“国际诗人在香港”活动，谷川俊太郎受邀参加，且出版了《春的临终》诗歌集。
儿时亲眼目睹战争的残酷，成年后则亲眼见证了战后日本经济的崛起，外部世界的剧烈变化和公众世界的喧嚣对他并没有产生什么影响，他一直宣称自己是“把诗歌当成商品”，“我写诗就是为了赚钱，养家糊口。”，“写诗与我私人感情没有关系。” ，“都说诗人是艺术家，但我更愿意称自己是手艺人，我是语言的匠人，以此手艺为生。”
谷川俊太郎曾三度結婚，第一任妻子為岸田衿子，第二任大久保知子，第三任妻子佐野洋子。音樂家與作曲家谷川賢作，是谷川俊太郎與大久保知子的兒子，父子二人合作過不少的音樂會活動。

## 作品
21歲出版了處女作《二十億光年的孤獨》，繼而陸續出版了70餘部詩集，當中包括六十二首十四行詩、旅、定義、我等。他也是位多產作家，共創作了60餘部廣播劇、話劇、電影、電視劇本；翻譯了許多外國童謠，創作了大量十分暢銷的童謠、童話與繪本。他最廣為人知的作品之一就是宮崎駿的動畫電影《哈尔移动城堡》的主題歌《世界的約定》。

### 詩集
- 《二十億光年的孤獨》創元社（1952年）
- 《62首十四行诗》創元社（1953年）
- 《愛について》(關於愛) 東京創元社（1955年）
- 《繪本》的場書房（1956年）
- 《落首九十九》朝日新聞社（1964年）
- 《自選 谷川俊太郎詩集》岩波文庫(2013年)
- 《寫真》晶文社(2013年)

### 日本繪本
- （3部作）

### 散文集
- 一个人生活

## 奖项
2011年12月，谷川俊太郎获得中国民间最高诗歌奖“中坤国际诗歌奖”。

## 外部連結
- （日語） 谷川俊太郎さん公認サイトです。 - 谷川俊太郎　非公式ホームページ